# Municipio de Prairie (condado de Sebastian)
El municipio de Prairie (en inglés: Prairie Township) es un municipio ubicado en el condado de Sebastian en el estado estadounidense de Arkansas. En el año 2010 tenía una población de 877 habitantes y una densidad poblacional de 21,02 personas por km².

## Geografía
El municipio de Prairie se encuentra ubicado en las coordenadas 35°8′34″N 94°17′00″O / 35.14278, -94.28333. Según la Oficina del Censo de los Estados Unidos, el municipio tiene una superficie total de 41.71 km², de la cual 41,43 km² corresponden a tierra firme y (0,68 %) 0,28 km² es agua.

## Demografía
Según el censo de 2010, había 877 personas residiendo en el municipio de Prairie. La densidad de población era de 21,02 hab./km². De los 877 habitantes, el municipio de Prairie estaba compuesto por el 95,21 % blancos, el 0,34 % eran afroamericanos, el 2,51 % eran amerindios, el 0,46 % eran asiáticos y el 1,48 % eran de una mezcla de razas. Del total de la población el 1,71 % eran hispanos o latinos de cualquier raza.